# Cocoliche

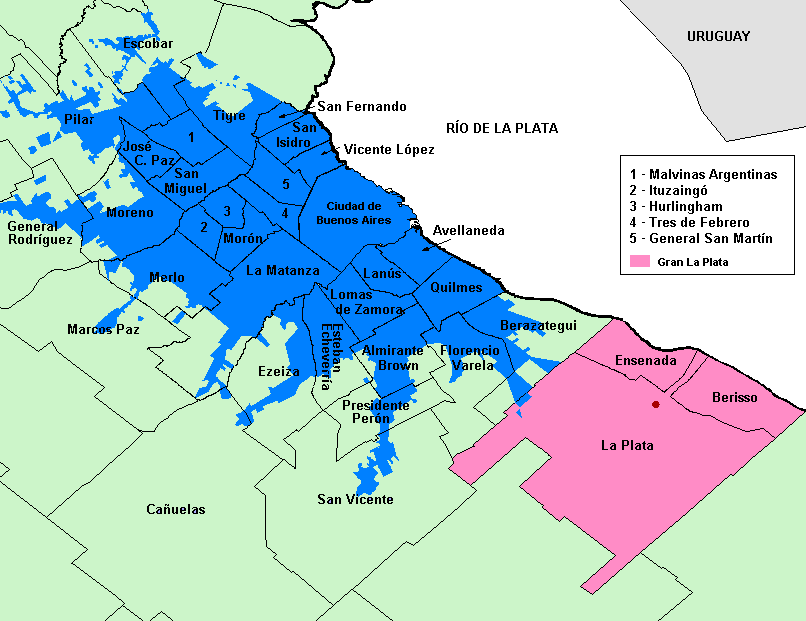
Ville de Buenos Aires en bleu où la cocoliche s'est répandue.

Le cocoliche est une langue hybride typique de la région de Buenos Aires, ayant pour base le lexique espagnol et le système morphosyntaxique de l'italien.

## Histoire
Les émigrants italiens du Río de La Plata de la première vague migratoire (de 1880 à 1930) étaient peu alphabétisés et ne partageaient pas une langue standard commune ; du besoin de parler avec les indigènes et avec d'autres compatriotes est née une interlangue mixte, appelée cocoliche par les Argentins, qui acquiert des noms, des adjectifs et des racines verbales de l'espagnol et les adapte, en les simplifiant, au système morphosyntaxique des dialectes italiens. Ce n'est pas un pidgin, ni une langue créole, mais une langue mixte qui est en constante évolution : avec les nouveaux émigrés de différentes régions d'Italie créent différents types de cocoliche, en fonction de l'origine régionale de chaque émigrant.

## Origine du terme
Cocoliche est le nom déformé d'un émigré calabrais, un certain Antonio Cuccolicchio, qui travaillait dans le cirque des frères Podestà, Le comédien C. Petray, travaillant dans la compagnie de théâtre du cirque, a créé une caricature de Cuccolicchio, ridiculisé pour son discours agrammatical et son désir de se faire passer pour un Argentin de souche. 
La caricature a ensuite été transformée en personnage littéraire du théâtre populaire argentin par l'écrivain et romancier E. Gutiérrez dans l'œuvre Juan Moreira . Le personnage connaît un tel succès, qu'il devient l'archétype de l'émigré italien s'efforçant de ressembler au criollo .

## Aspects linguistiques
Le cocoliche a une base d'italien avec un lexique et des structures isolées tirées de l'espagnol. 
Si les éléments des langues en contact sont très similaires, des phénomènes de transfert (ou interférences linguistiques ) se produisent ; au contraire, s'il y a des aspects divergents, il y a une fossilisation (surtout au niveau phonologique).

### Phonétique
- utilisation du /v/ (consonne labiodentale, absente en espagnol) au lieu de /b/ (plosive labiale) ;
- utilisation de /k/ (arrêt vélaire sourd) au lieu de /x/ (fricative vélaire vocale du système espagnol - apparaît dans des mots comme Juan, inexistant en italien[9]).

### Lexique
Si la forme espagnole est très similaire, alors qu'il y a une substitution :
- « amico » au lieu de « amigo » ;

### Morphologie
Le phonème /s/ utilisé au pluriel et dans les terminaisons du verbe est omis en cocoliche, lorsqu'il est en position finale, ou bien il est souligné, lorsqu'il est à l'intérieur du mot :
- « vano » pour « vamos » ;
- « faire » pour « faire » ;
- « lo chico » pour « los chicos » ;
- « ehpero » pour « espero ».

## Le cocoliche à l'époque moderne
Le cocoliche n'est pas enseigné mais est destiné à disparaître dans les deuxièmes générations de la société moderne de Rio de Janeiro. Il ne survit qu'au niveau littéraire, mais d'une manière très différente de celui réellement parlé des années auparavant : les écrivains argentins partent de l'espagnol de Rioplatense et insèrent ensuite des éléments d'italien, tandis que dans la langue des premiers émigrés, ils partent de l'italien ou du dialecte. Dans ses œuvres, le cocoliche est la langue de l'émigrant qui se déplace dans les milieux marginalisés par la société de Buenos Aires.

## Note
1. 1 2  Paola Giunchi, Il destino della lingua italiana in Argentina e i risultati della sua fusione con lo spagnolo, in L'italiano e oltre, 1986, vol. 1, fasc. 3.
2. ↑  Il cocoliche nasce da un contatto tra due lingue mutuamente comprensibili (e non in un contesto multilingue in cui vi è una grande distanza linguistica e culturale tra i gruppi coinvolti); dunque, non soddisfa un'emergenza comunicativa ma è un fenomeno esclusivo del parlante che vuole esprimersi nella lingua straniera. Enciclopedia dell'Italiano, Italiano come Pidgin
3. ↑  Pidgin che diventa L1, ovvero lingua materna di una comunità con caratteristiche regolari e costanti e autonoma rispetto alla lingua dominante.
4. ↑  Antonella Cancellier - Università di Milano, Italiano e spagnolo a contatto nel Rio de La Plata
5. ↑  « Cocoliche »
6. ↑  S. A. Annecchiarico, Cocoliche e Lunfardo: L'italiano degli Argentini, Mimesis, 2012 (ISBN 978-88-5751-109-2), p. 81
7. ↑  Opera del 1885 di Eduardo Gutiérrez appartenente al sainete, genere comico popolare di derivazione spagnola, diffusosi in Argentina intorno al 1830
8. ↑  Spesso tradotto “creolo” ma, secondo Malmberg, indica una persona di pura discendenza spagnola. (Antonella Cancellier - Università di Milano, Italiano e spagnolo a contatto nel Rio de La Plata)
9. ↑  ne deriva la deformazione e semplificazione di parole come “conejo” in “coneco” (coniglio), “ojo” in “oco” (occhio), “joven” in “coven” (giovane)
10. ↑  Fenomeno di ipercorrettismo frequente anche per i parlanti nativi di classe medio-bassa
11. ↑  Fanno eccezione alcune realtà come Colonia Caroya, dove permangono il dialetto friulano e quello veneto, Colonia Tirolesa, venetofona e Villa Regina, anch'essa venetofona. Questi gruppi, pur nella consapevolezza e padronanza di una regolare competenza linguistica ufficiale spagnola, continuano ad utilizzare il dialetto a livello familiare e comunitario ma non mancano accidentali fenomeni di alternanza dei codici durante uno stesso evento comunicativo (code switching). In questo caso si dà luogo a una sorta di cocoliche che merita attenzione per lo studio dei meccanismi psicolinguistici della contaminazione.
12. ↑  Nei quartieri popolari, ammucchiati in conventillos, sorsero i compatridos: una via di mezzo tra i teppisti e gli imbroglioni di quartiere. (A. Cancellier - Università di Milano, Italiano e spagnolo a contatto nel Rio de La Plata)